# Besitang (schip, 1897)
De Besitang was de eerste tanker van Shell. Het schip werd op Katendrecht gebouwd voor de Koninklijke Nederlandsche Maatschappij tot Exploitatie van Petroleumbronnen in Nederlandsch-Indië. Het was eigenlijk meer een vrachtschip, omdat het de lading niet in tanks vervoerde. Het voer met 26 officieren en bemanningsleden, onder kapitein H.C. Kool uit Groningen.
Het werd ingezet om blikken lampolie van de raffinaderij van de Koninklijke bij Pangkalan Brandan op Sumatra te verkopen in de archipel van Singapore.
Het schip werd in 1919 verkocht naar China, waar het in 1934 werd gesloopt.